# The Grass Roots
The Grass Roots est un groupe américain de rock actif entre 1965 et 1975, créé par Lou Adler et le duo de compositeurs P. F. Sloan et Steve Barri. Ils ont vendu plus de 20 millions de disques dans le monde.